# Station West Croydon
West Croydon is een spoorwegstation van London Overground aan de verlengde East London Line en Southern aan de Brighton Main Line. Ook is het een tramhalte voor Tramlink.